# Теорема Наполеона
Теорема Наполеона — утверждение евклидовой планиметрии о равносторонних треугольниках:

Если на каждой стороне произвольного треугольника построить по равностороннему треугольнику, то треугольник с вершинами в центрах равносторонних треугольников — тоже равносторонний

Треугольники могут быть построены внутрь (все) — утверждение сохранит силу.
Получаемый таким образом треугольник называют треугольником Наполеона (внутренним и внешним).
Теорема часто приписывается Наполеону Бонапарту (1769—1821). Возможно, однако, что её предложил У. Резерфорд в публикации 1825 года англ. The Ladies' Diary.

## Доказательства
Данная теорема может быть доказана несколькими способами. Один из них использует поворот и теорему Шаля (3 последовательных поворота возвращают плоскость на место). Похожий способ использует поворотную гомотетию (при применении 2 гомотетий с равными коэффициентами MN и LN переходят в один отрезок CZ).
Другие способы более прямолинейны, но и более громоздки и сложны.

## Центр Наполеона
См. также Точки Наполеона.
Рисунок к параграфу расположен по адресу: http://faculty.evansville.edu/ck6/tcenters/class/xsub17.gif
Пусть дан треугольник ABC и пусть D, E, F — точки на рисунке, для которых треугольники DBC, CAE, ABF равносторонние. Далее пусть:
G — центр треугольника DBC, H — центр треугольника CAE, I — центр треугольника ABF. Тогда отрезки AG, BH, CI пересекаются в одной точке. Обозначим эту точку буквой N. Это и есть так называемая первая точка Наполеона (the first Napoleon point).
Трилинейные координаты для точки N есть: csc(A + π/6): csc(B + π/6): csc(C + π/6).
Если равносторонние треугольники DBC, CAE, ABF строятся не наружу а внутрь данного треугольника ABC, тогда три линии AG, BH, CI пересекаются
во второй точке Наполеона (the second Napoleon point). Её трилинейные координаты есть: csc(A — π/6): csc(B — π/6): csc(C — π/6).

## Замечание
Первая и вторая точки Наполеона в Энциклопедии точек треугольника Кларка Кимберлинга (Clark Kimberling. Encyclopedia of Triangle Centers= http://faculty.evansville.edu/ck6/encyclopedia/) известны как точки X(17) и X(18).

## Связь с другими утверждениями
- Обобщение — теорема Петра—Неймана—Дугласа

Теорема Наполеона обобщается на случай произвольных треугольников следующим образом:

Если подобные треугольники любой формы построены на сторонах треугольника внешним образом так, что каждый повёрнут относительно предыдущего, и любые три соответствующие точки этих треугольников соединены, то итоговый треугольник будет подобен этим внешним треугольникам.

Аналогом теоремы Наполеона для параллелограммов является первая теорема Тебо.